# Économie du Cameroun
L'économie du Cameroun est la plus diversifiée d’Afrique centrale, non seulement grâce à de nombreuses implantations étrangères mais aussi à de nombreux groupes nationaux . On retrouve dans le pays, des activités très variées notamment dans les secteurs forestiers et agricoles (cultures de rente et vivrières), les hydrocarbures, l’industrie autour des boissons, sucrerie, huilerie, savonnerie, minoterie, aluminium, ciment, métallurgie, première transformation du bois, etc.
Au début des années 1980, le Cameroun était parmi les pays africains les plus prospères du point de vue économique. En effet, jusqu’en 1985 et pendant deux décennies de croissance régulière, l’économie camerounaise a  enregistré des taux de croissance réels de l’ordre de 7 % allant jusqu'à deux chiffres entre 1977 et 1980. Les années suivantes furent marquées par une forte récession. Une des causes est la chute des cours du café, du cacao et du pétrole qui ont conduit à une détérioration des termes de l'échange.
Avec la crise qui se déclare en 1985, sanctionnée par la dévaluation du franc CFA en 1994, le gouvernement entreprend des mesures de relance économique et réalise, avec l’appui des bailleurs de fonds, des programmes de stabilisation et d’ajustement structurel qui ont entraîné la mise en veilleuse des réflexions sur le moyen et le long terme.
Le Cameroun s’est engagé dans une politique visant à réduire sa dépendance à l’égard du secteur des hydrocarbures dans le cadre d’une stratégie de diversification de son économie actuellement dominée par le pétrole. L’objectif de cette politique est de faire en sorte que le pays devienne une économie émergente à l’horizon 2035.
Signataire depuis 2016 d’un accord de partenariat économique (APE) avec l’Union européenne, le Cameroun a vu une partie de ses recettes douanières (réalisées grâce aux produits importés de l'UE) enregistrées une légère baisse . En trois ans, les finances du pays ont cumulé des pertes s'élevant à 10,6 milliards de francs CFA (16 millions d’euros).

## Histoire
Le Cameroun devient un pays producteur de pétrole en 1977,. Prétendant vouloir faire des réserves pour les temps difficiles, les autorités gèrent les recettes pétrolières "hors budget" dans la plus totale opacité (les fonds sont placés sur des comptes parisiens, suisses et new-yorkais). Plusieurs milliards de dollars sont ainsi détournés au bénéfice de compagnies pétrolières et de responsables du régime (plus de 10 milliards entre 1977 et 2006 selon une étude de l'université d'Oxford). L'influence de la France et de ses 9 000 ressortissants au Cameroun reste considérable. La revue African Affairs note au début des années 1980 qu'ils « continuent à dominer presque tous les secteurs clés de l'économie, à peu près comme ils le faisaient avant l'indépendance. Les ressortissants français contrôlent 55 % du secteur moderne de l'économie camerounaise et leur contrôle sur le système bancaire est total. »
En 1985, le pétrole représente 30 % du PNB et 80 des revenus d'exportation du Cameroun. La manne pétrolière ne profite que très peu aux populations : il faut, explique le pouvoir, « éviter l'emballement de la machine à distribuer les crédits publics et l’anesthésie de la force de travail de la nation. »

## Chômage
| Principaux indicateurs économiques | Principaux indicateurs économiques | Principaux indicateurs économiques | Principaux indicateurs économiques | Principaux indicateurs économiques | Principaux indicateurs économiques |
| Données                            | 2001                               | 2002                               | 2003                               | 2004 (est.)                        | 2005 (prév.)                       |
| ---------------------------------- | ---------------------------------- | ---------------------------------- | ---------------------------------- | ---------------------------------- | ---------------------------------- |
| Croissance                         | 4,7 %                              | 4,1 %                              | 4,5 %                              | 4,4 %                              | 4,8 %                              |
| PIB par hab. (USD)                 | 627,6                              | 686,6                              | 840,4                              | 943,8                              | 984,0                              |

L'institut national de la statistique évalue le taux de chômage (au sens BIT) à 4,4 % pour 2005 (contre 7,2 % pour 2001), alors que le World Factbook publié par la CIA fait état d'un taux de chômage de l'ordre de 30 %. Selon une autre études de l'INS datant de 2001, le taux de chômage en 2001, serait de 8,2 % (17,6 % en ville) contre 9,5 % (20,3 % en ville) en 1995.
L'écart entre les différentes estimations peut s'expliquer par l'auto-emploi des chômeurs dans de petites activités commerciales (phénomènes des sauveteurs), qui peut être considéré comme une activité de survie en période de chômage.

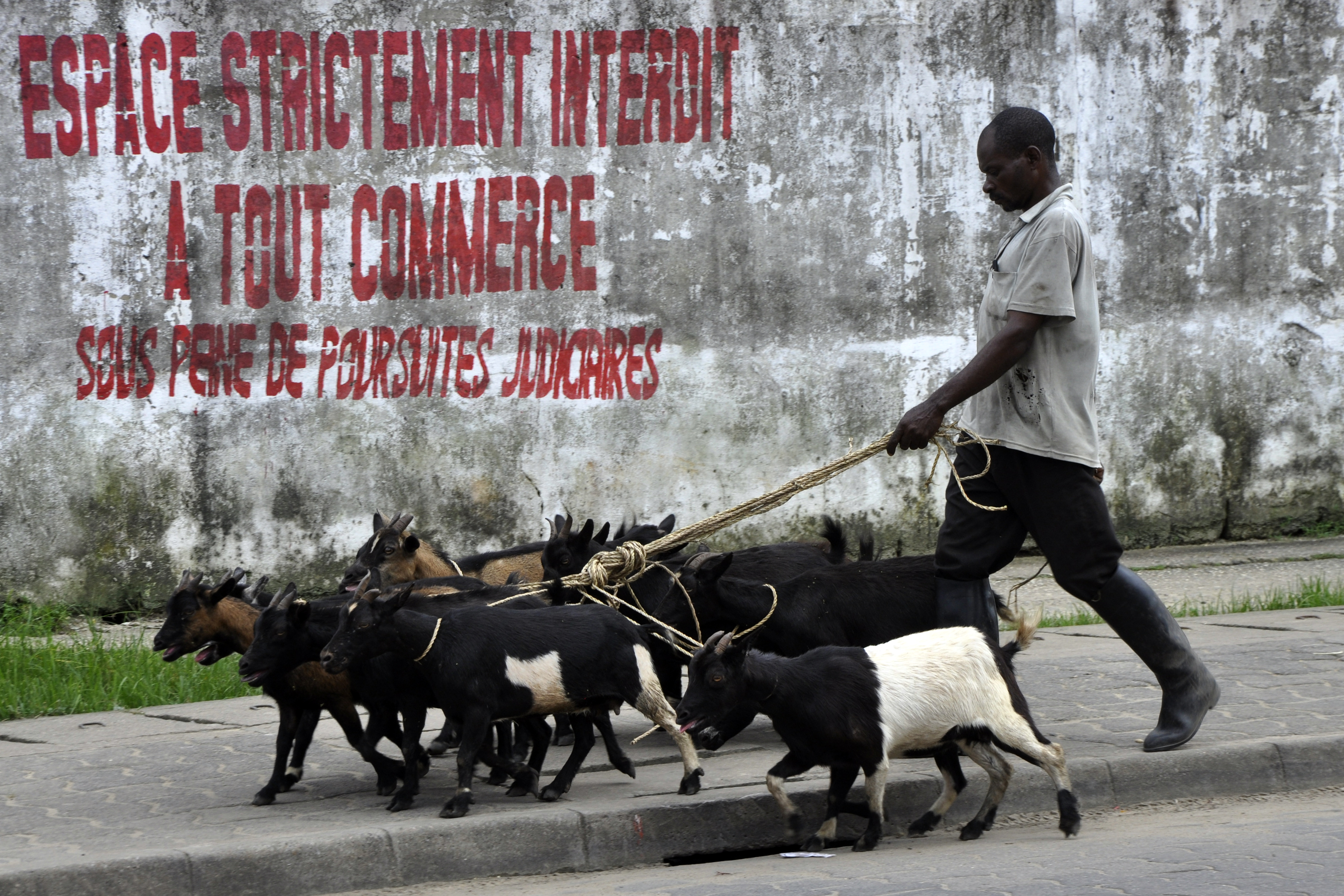
Lutte contre le commerce informel dans une rue de Douala.

Dans son étude, l'INS note que près de 70 % des travailleurs gagnent moins que le salaire minimum, soit 28 300 FCFA (environ 45 euros). La lutte contre le chômage au Cameroun est confié au Ministère du Travail et au fonds national de l'emploi (FNE). Pour les services économiques français qui analysent la situation du chômage au Cameroun, l’évolution de la dynamique des emplois indique une baisse de l’emploi informel agricole au profit de l’informel non agricole. En effet, soulignent-ils, la part de l’informel agricole est passée de 76,4 % avant 1999 à 22,9 % en 2010, tandis que celle de l’informel non agricole a gagné plus de 40 points à 67 % en 2010. Selon l’INS, ceci s’expliquerait par la substitution des emplois du secteur primaire informel (agriculture, élevage, etc.) par ceux du tertiaire informel (petit commerce notamment). 

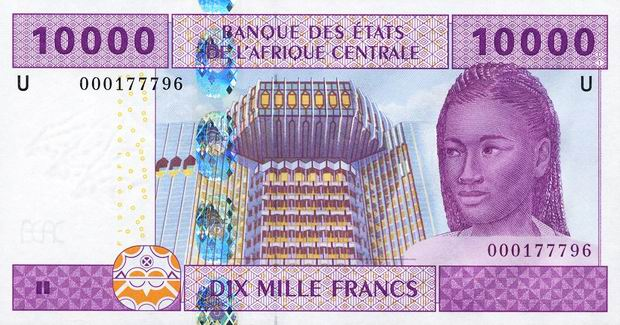
Billet de banque de 10 000 francs CFA en 2003

Avec un chômage qui affecte presque quatre millions d’actifs (un million de chômeurs et 3 millions de sous-emplois), les actions menées jusqu’ici en faveur de la promotion de l'emploi des jeunes restent insuffisantes. Ainsi, l’État qui lui-même vient d’achever un recrutement spécial de 25 000 jeunes diplômés dans l’administration, lance annuellement des nombreux concours pour recruter de nouveaux agents. Le contexte actuel de redécollage économique, a assurément créer des nombreuses opportunités d’emploi pour les jeunes. Lors de la fête de la jeunesse (édition 2013), qui se célèbre annuellement le 11 février, son excellence Paul Biya a annoncé dans son discours habituellement fait à la veille de cette fête(le 10 février), la création de 200 000 emplois à la faveur du lancement de grands chantiers structurants .
Le principal problème est que la plupart de ces grands projets concernent des secteurs innovants tels que la construction des barrages et d’autoroute, l’extraction minière, l’agro-industrie, de logements ou encore des installations énergétiques. Tous des domaines dans lesquels la ressource humaine n’est pas toujours formée à tous les échelons. Ce qui conduit l'État à privilégier, pour le moment, l’intensification de la formation professionnelle.
Pour stimuler cette formation, des centres de formation privés, environ 300 au total, reçoivent annuellement des subventions de l’État, au prorata du nombre d’apprenants à former. Une sorte de bourse indirecte octroyée aux jeunes qui veulent apprendre un métier. Mais le plus grand projet, souligne M. Zacharie Perevet, ministre de l’Emploi et de la Formation professionnelle, est celui du maillage du territoire, en centre de formation ultra moderne. Déjà, un financement de 10 milliards a été mobilisé auprès de coopération coréenne, pour la construction de trois centres de formation d’excellence à Douala, Sangmélima et Limbé et qui devraient livrer en 2013, un cuvée de 300 techniciens qualifiés dans diverses professions innovantes. Dans la même démarche, des conventions ont déjà été signées avec la France pour la formation au métier, avec un financement initial de 10 millions d’euros, une somme qui devrait doubler avec la montée en puissance du projet. Localement, le gouvernement a pris l’option de transformer les 180 sections artisanales rurales et section ménagère (Sar-sm) en centres publics de formation aux métiers.

## Entreprises
Le Cameroun possède plusieurs entreprises qui opèrent dans des domaines extrêmement variés. Le pays est cependant pénalisé par la lourdeur de son administration. De nombreuses actions sont menées par le Gouvernement pour améliorer les démarches administratives[réf. nécessaire].

## Secteur primaire
En 2014, le secteur primaire occupe 60 % de la population active et contribue pour 21 % au PIB
| Production du Cameroun (Source BEAC)       | Production du Cameroun (Source BEAC) | Production du Cameroun (Source BEAC) | Production du Cameroun (Source BEAC) | Production du Cameroun (Source BEAC) | Production du Cameroun (Source BEAC) | Production du Cameroun (Source BEAC) | Production du Cameroun (Source BEAC) | Production du Cameroun (Source BEAC) |
| Production                                 | 1997                                 | 1998                                 | 1999                                 | 2000                                 | 2001                                 | 2002                                 | 2003                                 | 2004                                 |
| ------------------------------------------ | ------------------------------------ | ------------------------------------ | ------------------------------------ | ------------------------------------ | ------------------------------------ | ------------------------------------ | ------------------------------------ | ------------------------------------ |
| Pétrole brut (en millions de tonnes)       | 5,7                                  | 6                                    | 6                                    | 5,8                                  | 5,5                                  | 5,2                                  | 4,9                                  | 4,5                                  |
| Cacao (en milliers de tonnes)              | 126,7                                | 138,3                                | 133,9                                | 124,4                                | 130,4                                | 170                                  | 175,3                                | 187,8                                |
| Café (en milliers de tonnes)               | 88,7                                 | 84                                   | 95                                   | 82,4                                 | 67,3                                 | 54                                   | 63                                   | 65                                   |
| Coton - graine (en milliers de tonnes)     | 208,2                                | 194                                  | 195,9                                | 214,1                                | 238,5                                | 246,1                                | 233,8                                | 273                                  |
| Bois - grumes (en milliers de m³)          | 3269                                 | 3130                                 | 2700                                 | 2950                                 | 2070                                 | 1931,3                               | 1738,2                               | 1998,9                               |
| Caoutchouc naturel (en milliers de tonnes) | 56,8                                 | 55,4                                 | 55,8                                 | 56,9                                 | 55,2                                 | 50                                   | 54,6                                 | 56,7                                 |
| Banane (en milliers de tonnes)             | 98,9                                 | 212,7                                | 221                                  | 235,9                                | 248,7                                | 230,8                                | 313,7                                | 294,9                                |

### Agriculture

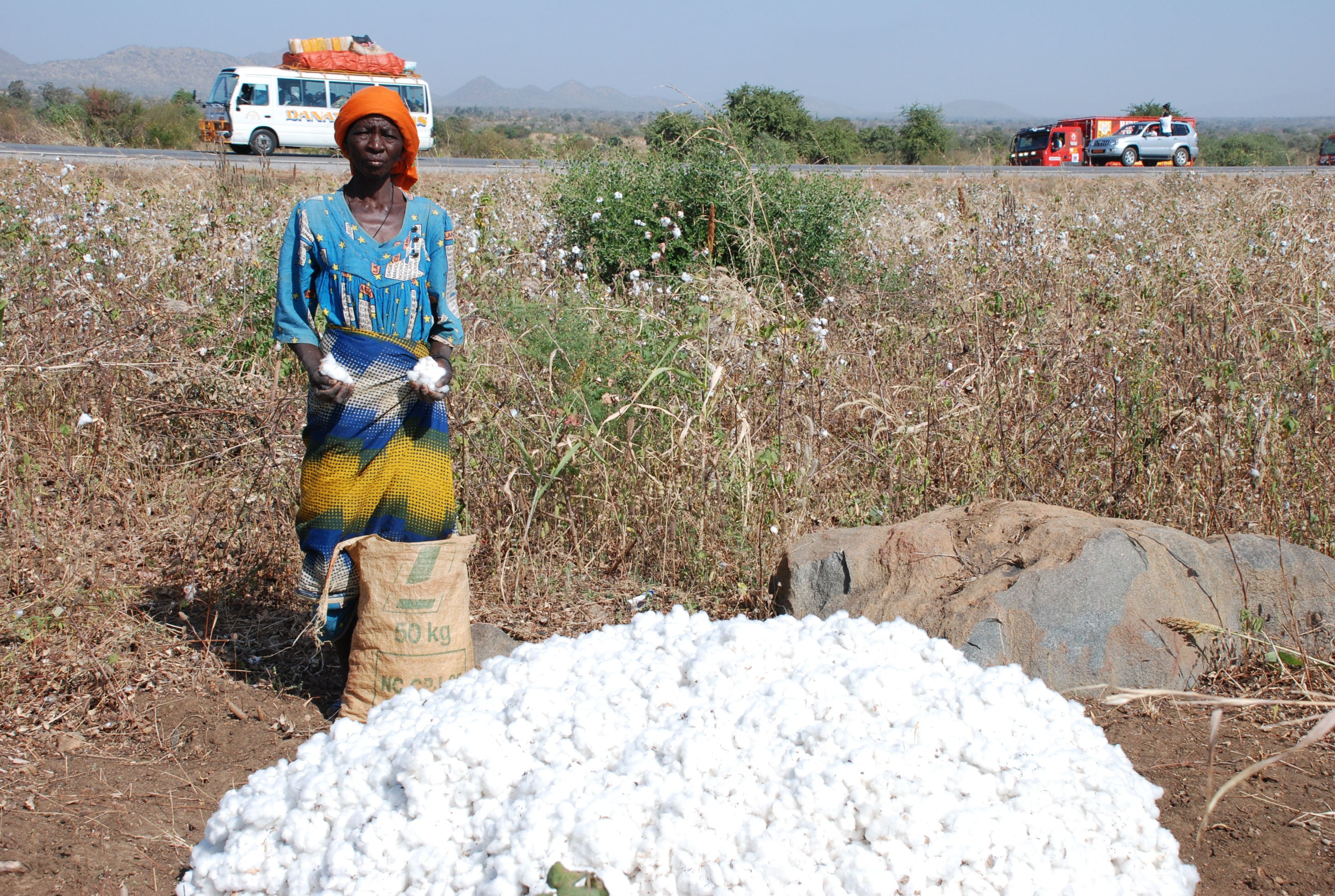
Récolte du coton

L'agriculture peut être considérée à juste titre comme le pilier de l'économie au Cameroun. Avec une occupation de 70 % de la population active, elle contribue environ à 42 % de la population active[pas clair][Quand ?]. Le chômage aidant, un grand nombre de personnes se rabattent dans les métiers de la terre afin de trouver de quoi vivre voire survivre. Elle se décline en plusieurs éléments, notamment les cultures de rente et vivrière, le coton, les palmeraies, la filière cacao-café, la filière caoutchouc, la filière du sucre, la banane et même le secteur aval.
À la fin du mois de décembre 2021, la douane Camerounaise annonce suspendre les exportations de céréales et d’huiles végétales vers les pays voisins. L'objectif étant de freiner la flambée des prix du marché interne.

### Pêche
Environ 64 000 tonnes de produits maritimes sont pêchés chaque année au large des côtes camerounaises. La pêche artisanale maritime, pratiquée sur des pirogues le long des 400 km de côtes, notamment dans les mangroves, est responsable de ce chiffre. 10 000 tonnes de crevettes sont comprises dans ce nombre, à peu près autant que la pêche artisanale continentale sur les lacs artificiels et les cours d'eau. La pêche artisanale procure environ 65 000 emplois directs et 135 000 indirects dans le mareyage, la transformation et la construction de matériel.
En 2008, Douala est le seul port de pêche industrielle (10 000 t/an); cette activité souffre d'une surexploitation des ressources et d'une concurrence parfois déloyale des asiatiques, notamment des Chinois. Les prix ont doublé en cinq ans, tandis que les quantités vendues diminuaient presque de moitié. Faute d'une production suffisante (la pisciculture n'en était qu'à ses balbutiements), le Cameroun importe annuellement plus de 135 000 tonnes de poissons congelés, et enregistre un déficit de plus de 150 000 tonnes.
Cependant plusieurs projets ont été lancés pour pallier sur le long terme à ce déficit. Notamment un vaste projet démarré en 2005 à proximité de Kribi, avec des financements japonais. Il était prévu d'y construire un complexe comprenant une halle aux poissons, un marché, un bâtiment frigorifique, un entrepôt de stockage et une centre de formation. Un projet d'élevage de crevettes au Cameroun grâce à l'aide d'experts français était aussi envisagé.
La production aquacole est passée de 5 000 tonnes en 2008 à 20 000 tonnes en 2010.

### Activités extractives

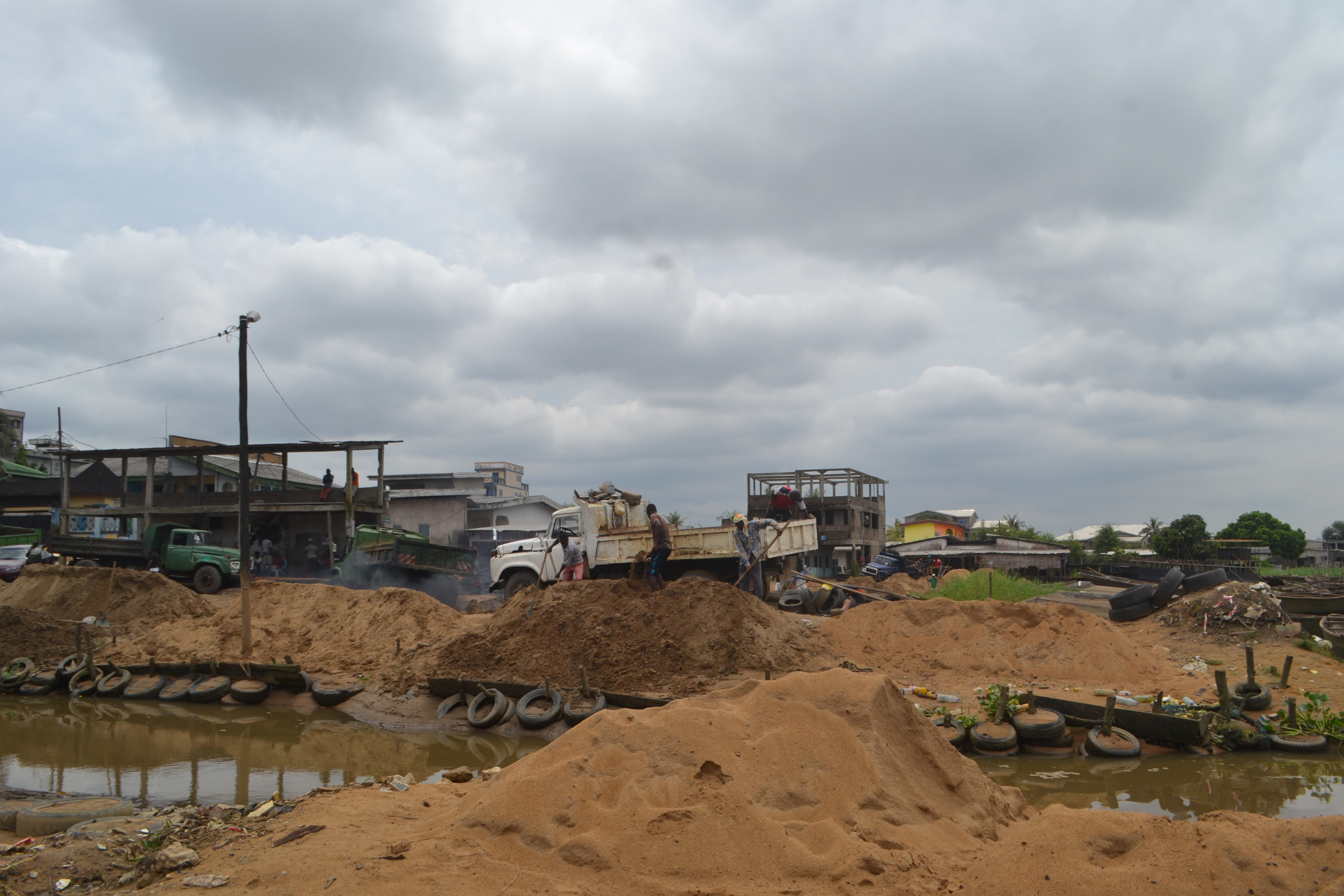
Carrière de sable.

Le Cameroun est confronté depuis vingt ans[Quand ?] à la baisse de ses réserves pétrolières. Aucune réserve nouvelle significative n'a été encore faite qui puisse renverser la tendance à terme, hormis dans la région de Bakassi dans la région anglophone du sud-ouest du pays, une péninsule qui autrefois appartenait au Nigeria. L'industrie pétrolière a été le moteur de la croissance du pays durant les années 1965-1985.
Hormis le pétrole, le Cameroun dispose d'importantes réserves de bauxite, fer, cobalt, nickel et manganèse, actuellement peu exploitées. La bauxite actuellement traitée dans le complexe Alucam (Compagnie camerounaise d'aluminium) à Edéa est importée principalement de Guinée-Conakry.
Ces dernières années, le gouvernement a signé ou négocié des accords avec des pays comme la Chine ou des entreprises telles que Géovic, Sundance Ressources ou Hydromine pour l'exploitation de plusieurs matières premières dans les provinces de l'Est et de l'Adamaoua, et du Nord.
La région de Nkamouna possède des gisements de cobalt, de nickel et de manganèse. Ceux-ci intéressent la société minière américaine Geovic Mining Corp.

### Exploitation forestière
La filière bois est l'un des piliers de l'économie nationale : elle contribue à hauteur de 5 % au PIB, de 10 % au revenu hors pétrole de l'État, et elle génère environ 30 % des ressources d'exportation hors pétrole du pays. Selon des rapports du Programme des Nations unies pour l’environnement et du Fonds mondial pour la nature le Cameroun a le second massif forestier d'Afrique, soit plus de 18 millions d'hectares de forêt dense exploitable, représentant 40 % de la surface du pays. Environ 80 essences différentes sont commercialisées ; l'ayous (bois blanc léger) et le sapelli (bois rouge lourd) comptent pour un tiers des exportations, mais on exploite aussi l'acajou, le moabi, l'azobé.
L'État tente de maximiser la valeur ajoutée locale de la filière, ce qui l'a conduit en 1999 à prohiber l'exportation des grumes, encore faut-il qu'il y ait des investisseurs solvables, fiables et professionnels pour prendre le relais. En collaboration avec les bailleurs de fonds et les ONG, le Cameroun a fait des grands projets pour une gestion saine, appuyé en cela par la nouvelle législation de 1994 qui a conduit à un inventaire des ressources, décomposées en unités forestières d'aménagement (UFA) et à une allocation des concessions de droits de coupe par vente aux enchères plutôt que par accord direct. Une plus grande sévérité dans l'application de la loi est responsable de la baisse de production temporaire de 2005, mais elle devrait avoir des effets positifs à moyen et long termes.
Le bois est enfin une source essentielle d'énergie pour les ménages, qui sont 75 % à en faire l'utiliser prioritairement pour la cuisson des aliments.

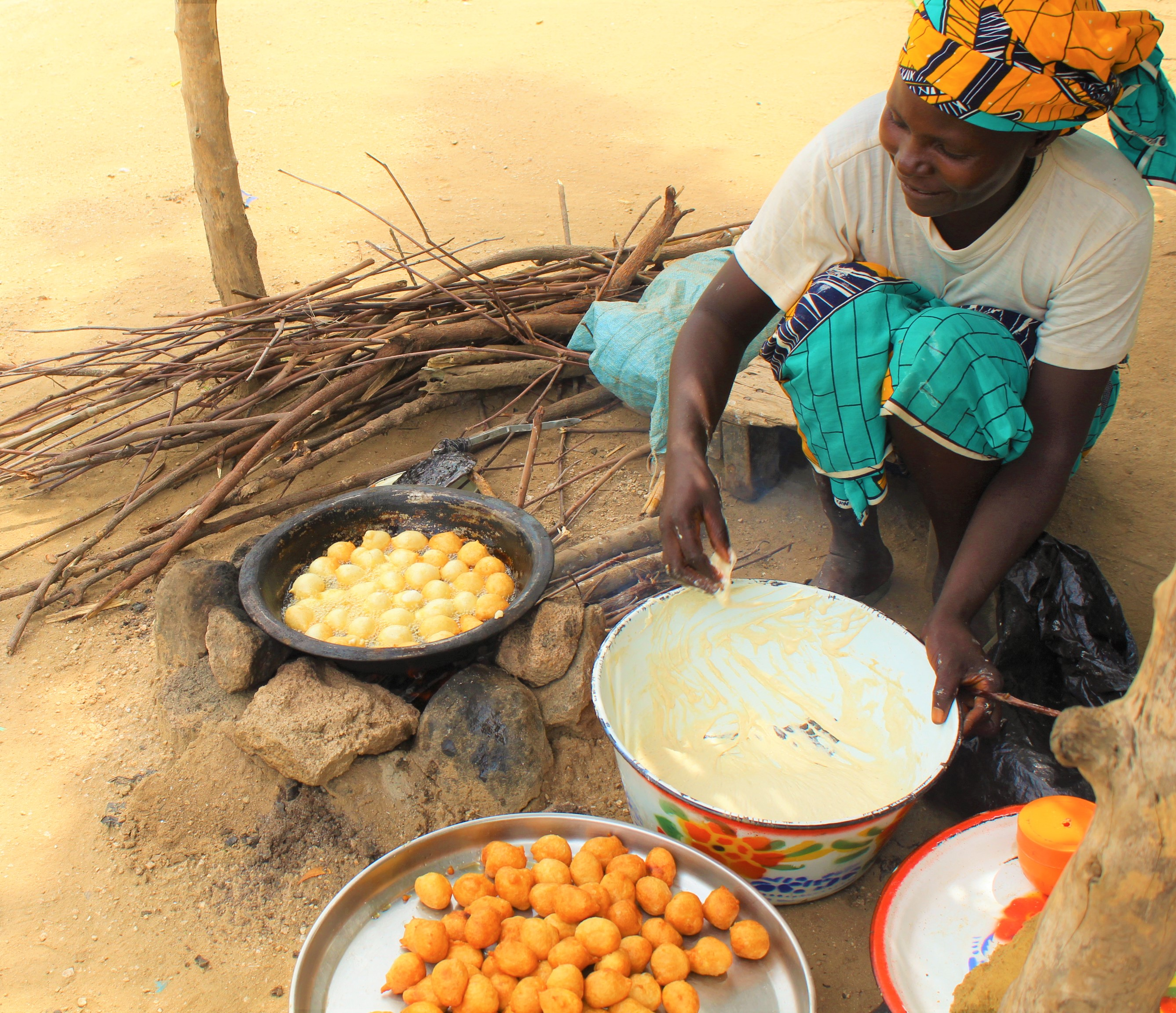
Cuisson au feu de bois.
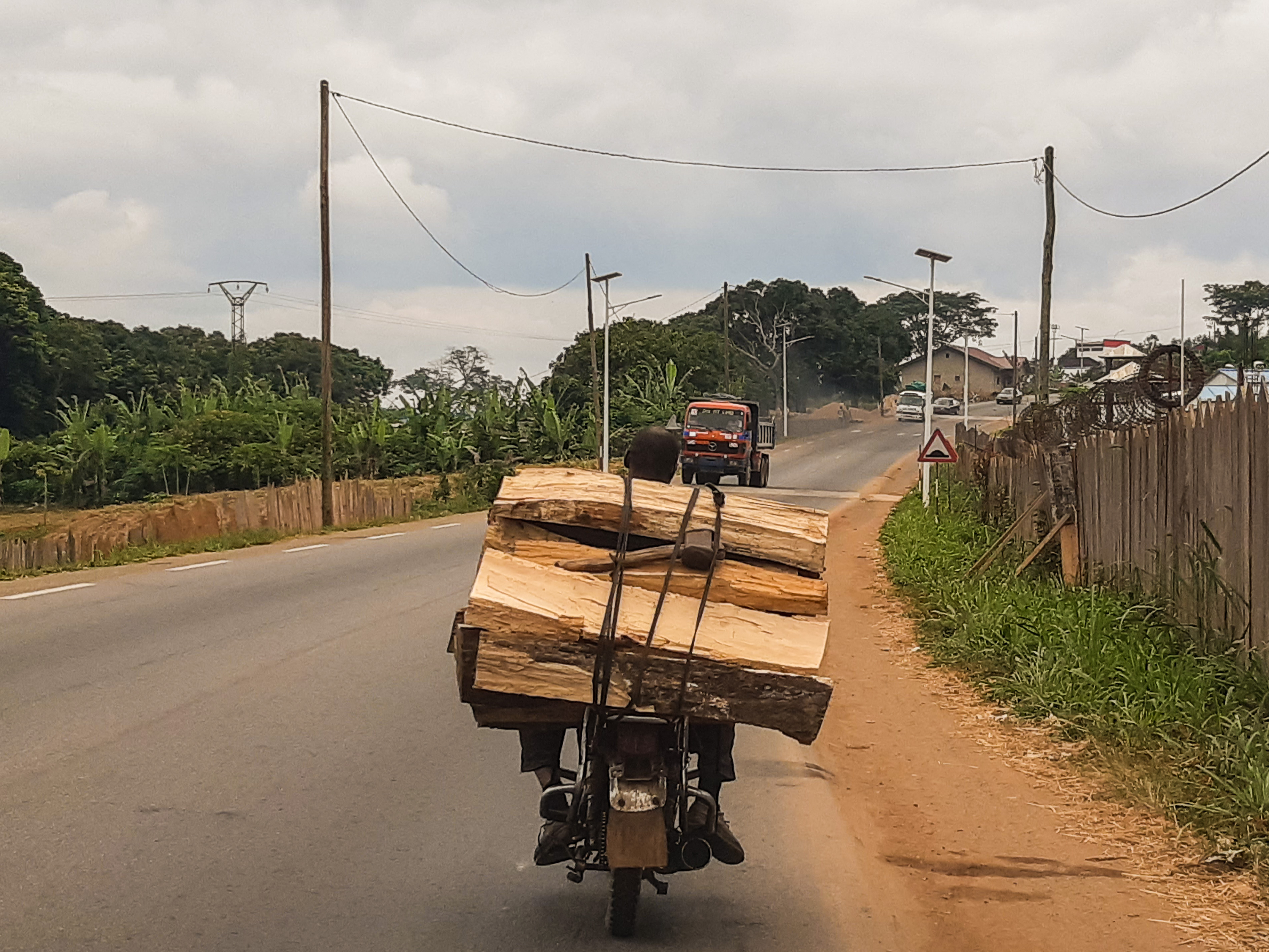
Transport à moto.
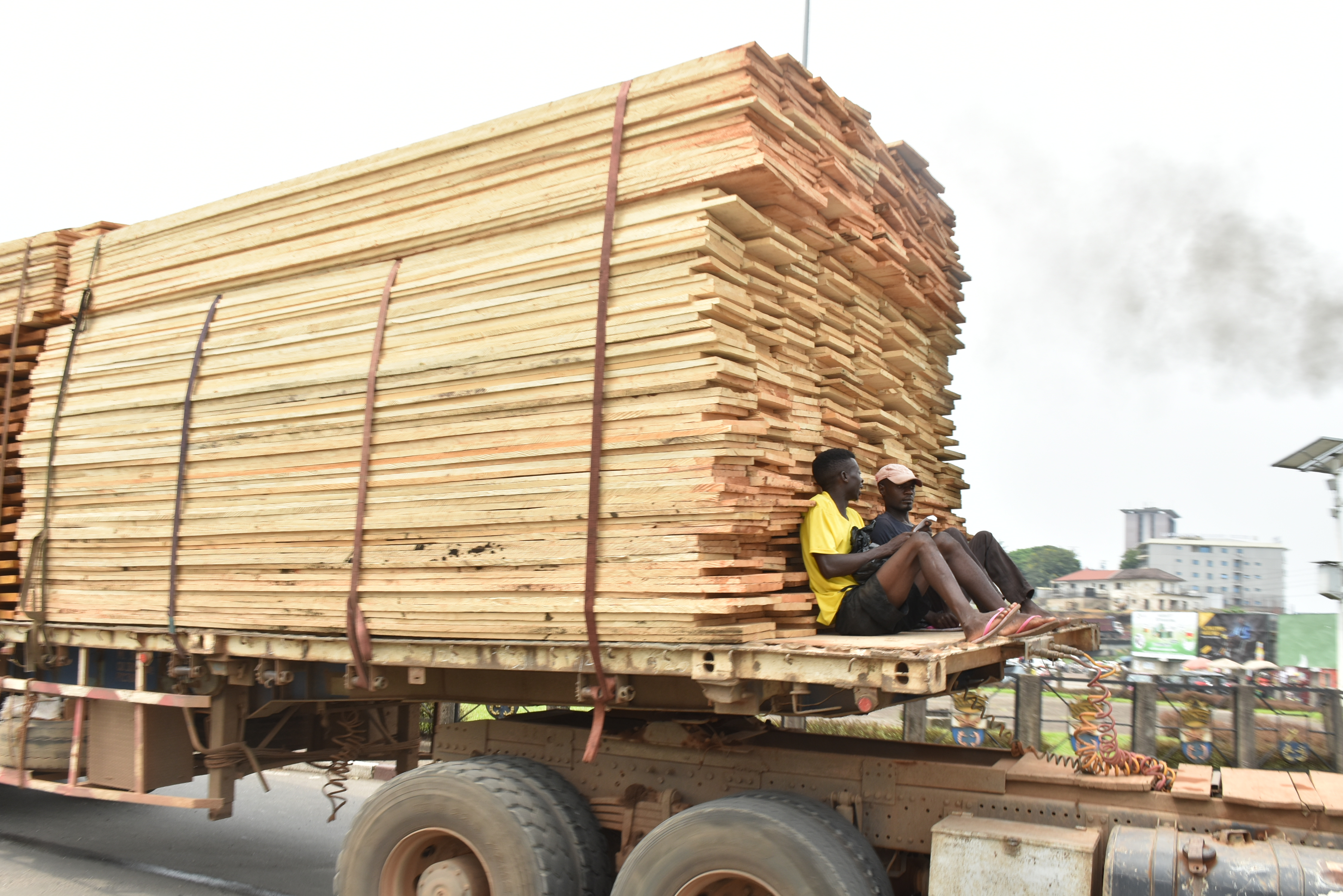
Camion de planches.
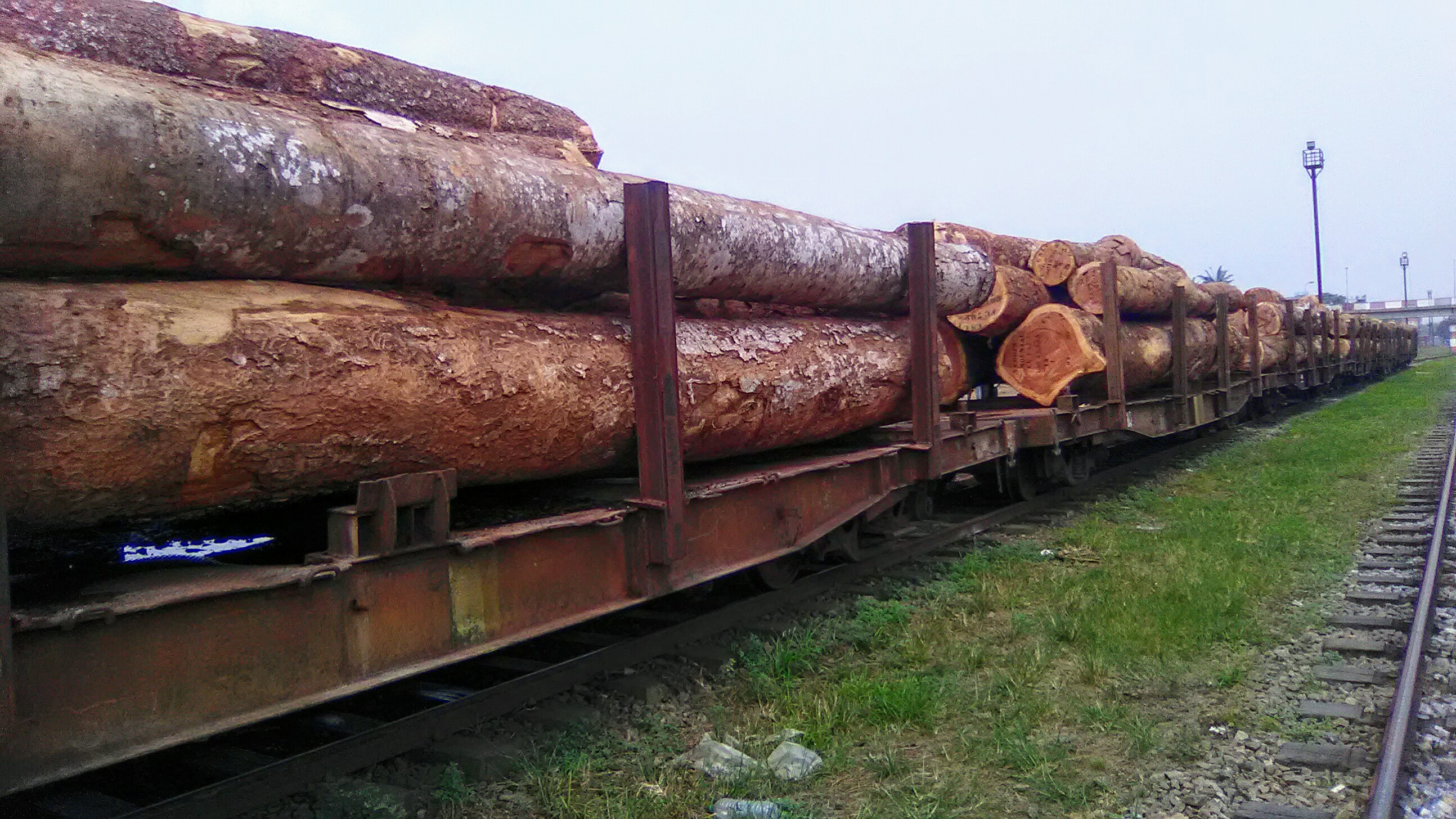
Transport ferroviaire de grumes.

## Secteur secondaire
| Produits manufacturés (en tonnes) | Produits manufacturés (en tonnes) | Produits manufacturés (en tonnes) | Produits manufacturés (en tonnes) | Produits manufacturés (en tonnes) |
| Produits                          | 1994-1995                         | 1995-1996                         | 1996-1997                         | 1997-1998                         |
| --------------------------------- | --------------------------------- | --------------------------------- | --------------------------------- | --------------------------------- |
| Aluminium (exportations)          | 63 402                            | 52 104                            | 27 483                            | N.D.                              |
| Huile de palme                    | 105 000                           | 120 000                           | 111 000                           | 114 000                           |
| Pétrole (prod. exp.)              | 5 380 212                         | 3 219 604                         | N. D.                             | N. D.                             |
| Sucre                             | 45 000                            | 53 000                            | 53 000                            | 58 000                            |

Il représente 33 % du PIB en 2014.

### Énergie

#### Produits pétroliers

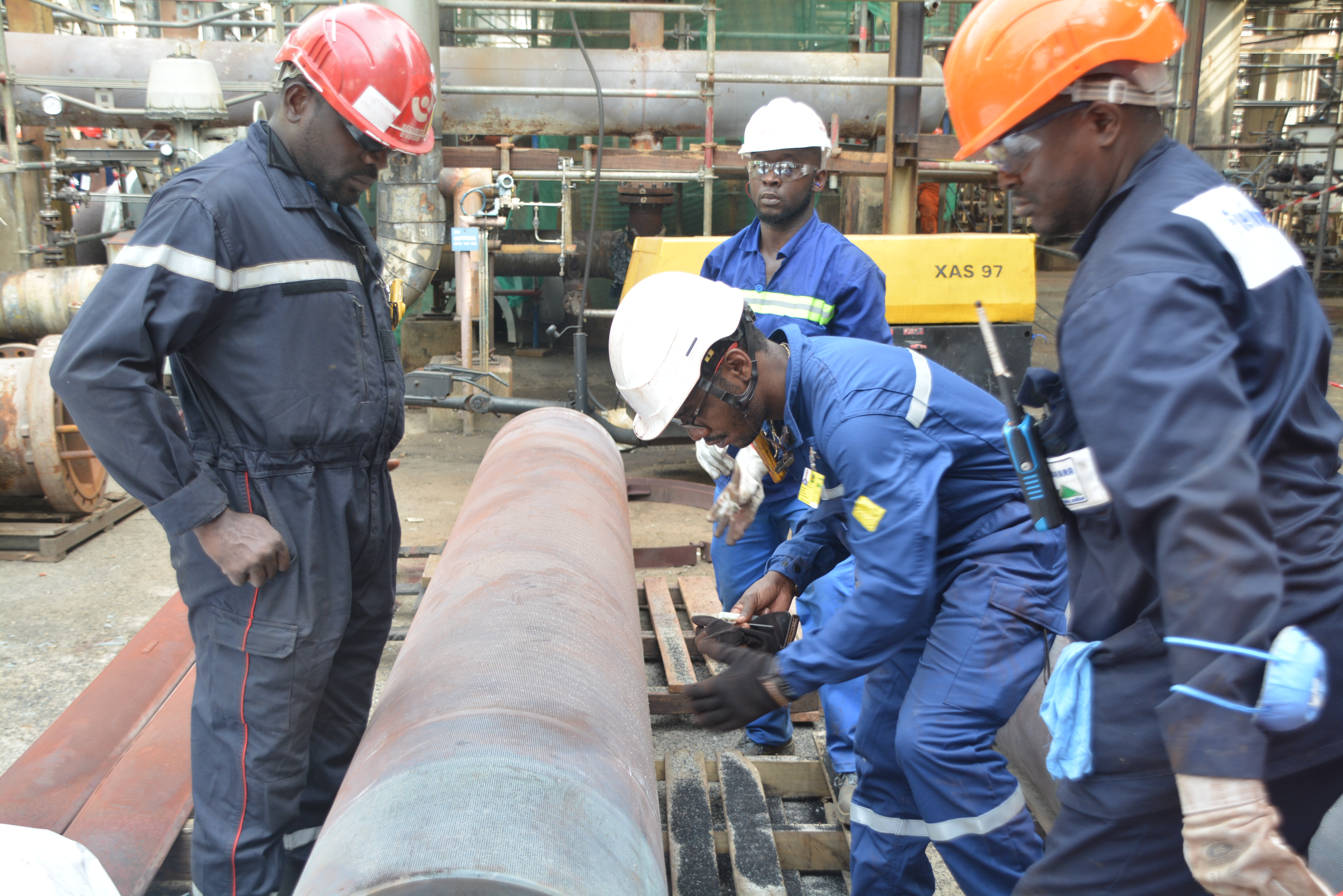
Travaux de maintenance dans une raffinerie.

Le marché aval pétrolier est un marché qui fluctue en fonction de la contrebande du Nigeria. Il a connu un accroissement au 31/12/96 de l’ordre de 3 % par rapport à 1995 ; soit en volume 913 606 m3. Des changements de prix ont eu lieu en 1996 et ont entraîné une augmentation de prix à la pompe d’environ 12 % en moyenne, ce qui a eu un impact négatif dans la consommation. Les ressources pétrolières du pays, qui sont en constante baisse depuis une dizaine d'années pourraient être revues à la hausse grâce à l'exploitation de la péninsule de Bakassi, potentiellement riche en pétrole. Cependant, la revalorisation du prix du pétrole (130 $ au 25 juin 2008) a largement contribué à un gain supplémentaire depuis le début des années 2000.
La seul raffinerie du pays est celle de la société Sonara à Limbé inaugurée en 1981. À la suite d'un incendie dans la nuit 31 mai 2019 au 1er juin 2019, elle est à l’arrêt. En date de juillet 2023, les travaux de réhabilitation n'ont pas commencés.

### Textiles
Le chiffre d'affaires pour l'exercice 96/97 en cours devrait permettre d'atteindre 24 milliards de F CFA contre un peu plus de 20 milliards de F CFA à fin juin 1996. Soit une progression de 18 % due pour une large part à la bonne tenue des ventes de pagne, et au maintien des parts de marché sur les autres lignes de produits.
On comptait en 1997 seulement 8 entreprises dans ce sous-secteur employant un effectif global de 3 538 personnes.
L’industrie du textile et du cuir connaît des difficultés. Les rares unités existantes sont menacées en permanence par l’envahissement du marché par la friperie et les produits de contrebande en provenance du Nigeria ou d’Asie. La Cotonnière industrielle du Cameroun (CICAM) est la principale entreprise textile. Créée en 1965, elle produit en moyenne 2 500 tonnes de filés de coton, 12 millions de mètres de tissus écru et 17 millions de tissus imprimés (2010). La SOLICAM, filiale intégrée en 1995 à la CICAM produit exclusivement des serviettes de bain. En dehors de l’utilisation artisanale, la quasi-totalité du cuir est exportée.

### Aluminium
Globalement, l'activité industrielle a été positive au cours de l'exercice 1995-1996. La production à la fonderie (où l’aluminium est conditionné en lingots et plaques prêts à la vente) s’est élevée à 86 131 tonnes contre 92 798 tonnes au budget, et 86 995 tonnes l’exercice précédent : les ventes s’élevant à 80 275 tonnes, soit une progression de 2 % par rapport à celles de 1994-1995 (78 693 t). En 2006, la société américaine Hydromine s'est vu confier l'exploitation exclusive d'un gisement de 1,123 millions de tonnes à Minim-Martap, dans la province de l'Adamaoua. Cette importante découverte permettra d'augmenter considérablement l'offre en aluminium du pays, tandis que les découlés de cette exploitation seront pour la plupart réservés à l'exportation.
À partir de 2008, la société Alucam, filiale d'Alcan, procèdera à une augmentation progressive de sa production annuelle d'aluminium.

### Industries chimiques et para-chimiques
Elles sont encore au premier stade de développement. De nombreux produits comme les engrais sont importés tandis que certains sont simplement conditionnés sur place : vernis, colles, peintures, détergents.
Le secteur comprend 25 entreprises employant 1 748 personnes. On peut noter, entre autres, les savonneries et fabriques de détergents, les parfumeries, la peinture et un embryon d’industrie pharmaceutique. L’industrie des savons est la plus dynamique. En dehors de la CCC qui domine le créneau, plus de dix savonneries se sont installées ces dernières années à Yaoundé, Douala et Bafoussam.

### Industries mécaniques et métallurgiques

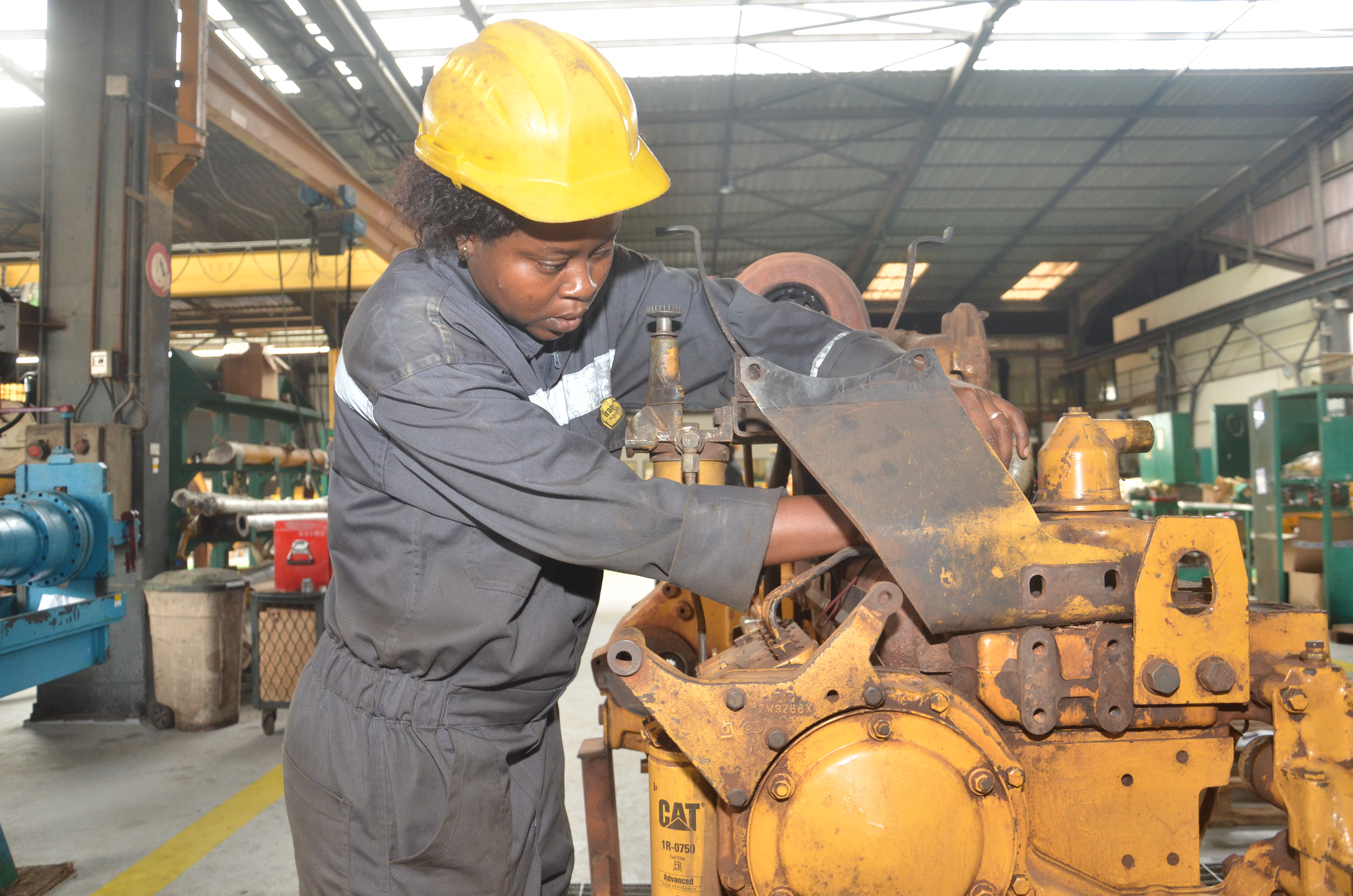
Mécanicienne chez TractAfric.

Les premières sont peu développées si on exclut quelques unités de fabrication ou montage de cycles et accessoirement de camions. Il existe toutefois des entreprises qui produisent clous, boulons ainsi que du petit matériel domestique et de chaudronnerie. L’industrie métallurgique de base est représentée par la société Alucam qui transforme l’alumine importée de Guinée en aluminium. La production d’aluminium est de 85 000 tonnes. Une partie sert à la fabrication des tôles et ustensiles de cuisine. En 1997, le secteur des industries métallurgiques comptait 16 entreprises employant 1 427 personnes.

### Industries électriques
En dehors de la production des piles et d’accumulateurs, cette sous-branche est surtout représentée par des entreprises de montage de certains appareils électroménagers, de rembobinage, etc. Il existe aussi des petites unités de montage de récepteurs radio et de téléviseurs. Le secteur comptait 4 entreprises et 531 employés en 1997.

### Répartition industrielle par région
Malgré la création de zones franches industrielles et points francs sur l’ensemble du territoire, la production industrielle est encore très concentrée à Douala, capitale économique qui regroupe plus de 70 % des entreprises. Ces dernières années, des unités de transformation de bois se sont installées à Yaoundé alors que Bafoussam accueillait surtout les fabriques de détergents.

### Glycérine
Elle représente un secteur porteur. C’est un nouveau produit pour le pays qui connaît une progression depuis deux ans de plus de 14 %.

### Cimenterie
L’offre globale de ciment (production locale et importation) a augmenté lors des onze premiers mois de l’année de l’ordre de 1,20 %. Ce qui n’est pas particulièrement significatif. Avec une demande estimée à 2,5 millions de tonnes, le marché camerounais ne produit à l’heure actuelle qu’1,5 million de tonnes (le seul producteur actuel est Cimencam, filiale du groupe français Lafarge). À l’heure actuelle, le gap est comblé par des importations ; mais plusieurs opérateurs envisagent d’installer des unités de production ou d’ensachage sur place.
On peut citer le Nigérian Dangote Cement (investissement de 90 M EUR), le Marocain Addoha (30 M EUR), le Coréen Afko Cement (55 M EUR), l’homme d’affaires américain George Kaïafas (usine d’ensachage de 500 000 tonnes), et plus récemment le groupe local CICB et le groupe  G Power Cement. Au total, ce seraient près de 4 millions de tonnes supplémentaires qui seraient injectées sur le marché. La ville de Limbé devrait abriter 2 structures de ce type, avec les cimenteries de G Power Cement et d'Afko Cement.
Ce foisonnement de projets s’explique notamment par la hausse prévisible de la demande dans les années à venir, au regard des multiples projets d’infrastructures qui seront engagés dans le pays. Le ministère de l’Industrie projette une demande de 8 millions de tonnes d’ici à 2015, à cause du lancement de nombreux projets structurants annoncés par le gouvernement.

### Chantiers navals et industriels du Cameroun, CNIC
Globalement, l’exercice 1996-1997 a été marqué par un accroissement du chiffre d’affaires de l’ordre de 20 % par rapport à l’exercice dernier. Le nombre de navires réparés au cours de l’exercice 96-97 est en progression par rapport à l’exercice dernier passant de 147 à 170 navires.

### BTP
Les travaux de l'oléoduc Tchad-Cameroun ont redonné un coup de fouet au secteur du BTP au début des années 2000. Ce projet, qui est à ce jour l'un des plus importants jamais réalisés en Afrique sub-saharienne a mobilisé pas moins de 300 entreprises et donné du travail à plus de 1 000 personnes directement et à plus de 15 000 indirectement. L'entreprise française RAZEL (Groupe FAYAT) reste le leader dans le domaine du BTP au Cameroun. Mais d'autres entreprises étrangères, notamment chinoises, se sont vu attribuer d'importants projets. La CMEC, entendez Chinese Machinery Entreprise for Export and Import a par exemple eu l'exclusivité de la construction d'infrastructures sportives prônées par le chef de l'État, tandis qu'elle est en cours de finalisation du palais des sports de Yaoundé.

## Secteur tertiaire
Au Cameroun, dans des villes comme Douala, Yaoundé, Bafoussam, Garoua, le secteur tertiaire est développé de façon considérable ces dernières années et a été renforcé par l'avènement des techniques de l'information et de la communication. Le secteur contribue pour 46 % au PIB en 2014. Le service à la personne s'est diversifié et amélioré dans les principales villes du pays. Le secteur tertiaire est majoritairement occupé par le commerce.
La monnaie du pays est de 1960 à 1993, le franc camerounais, arrimé au franc CFA, mais distincte. Par la suite, la monnaie du pays est le Franc CFA (CEMAC) (pièces et billets de banque).

### Secteur financier

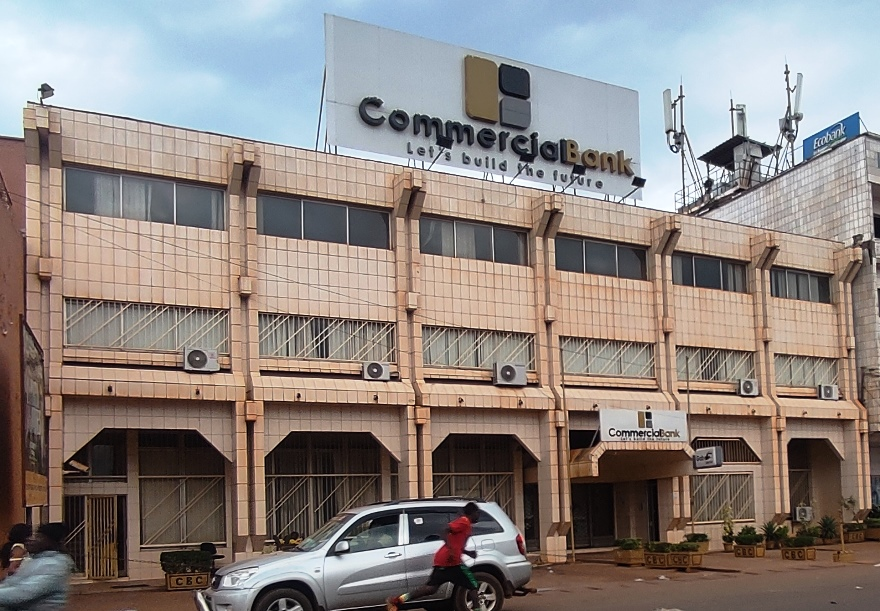
Agence Centrale Commercial Bank Bafoussam

Il existe 17 banques commerciales ayant reçu l'agrément de la COBAC (Commission Bancaire d'Afrique Centrale) : Afriland First Bank, BICEC, SGC, SCB, ATTIJARI WAFA BANK, ECOBANK, CBC (Commercial Bank Cameroon), Standard Chartered Bank, Citibank, UBA, UBC, NFC, BGFI, Banque Atlantique, CCA Bank, BC-PME, ACCESS Bank et BANGE Bank.
Les banques sont globalement en surliquidité.
La restructuration du secteur bancaire a permis d'assainir une situation rendue très difficile par les 10 années de crise, où les banques, à l'époque nationalisée, ont été forcées de consentir des crédits de complaisance.
En 2021, le taux d'épargne a atteint les 15,2 % du PIB malgré la quasi-inexistence du système financier (la Bourse de Douala vient d'être mise en place).
Les banques les plus importantes du pays sont la SGBC, filiale du groupe français Société générale (791 millions de dollars en 2006), la Bicec (758 millions de dollars en 2006) et Afriland First Bank (579 millions de dollars en 2006). Ce secteur connait une forte croissance et une très forte concentration, puisque les trois premières banques énumérées plus haut détiennent plus de 75 % des parts de marché national. En mai 2008, la Banque marocaine de commerce extérieur, la BMCE Bank a émis le souhait de s'implanter au Cameroun afin d'augmenter l'offre nationale. Elle est spécialisée dans les crédits, les travaux publics et l'immobilier.

## Transport

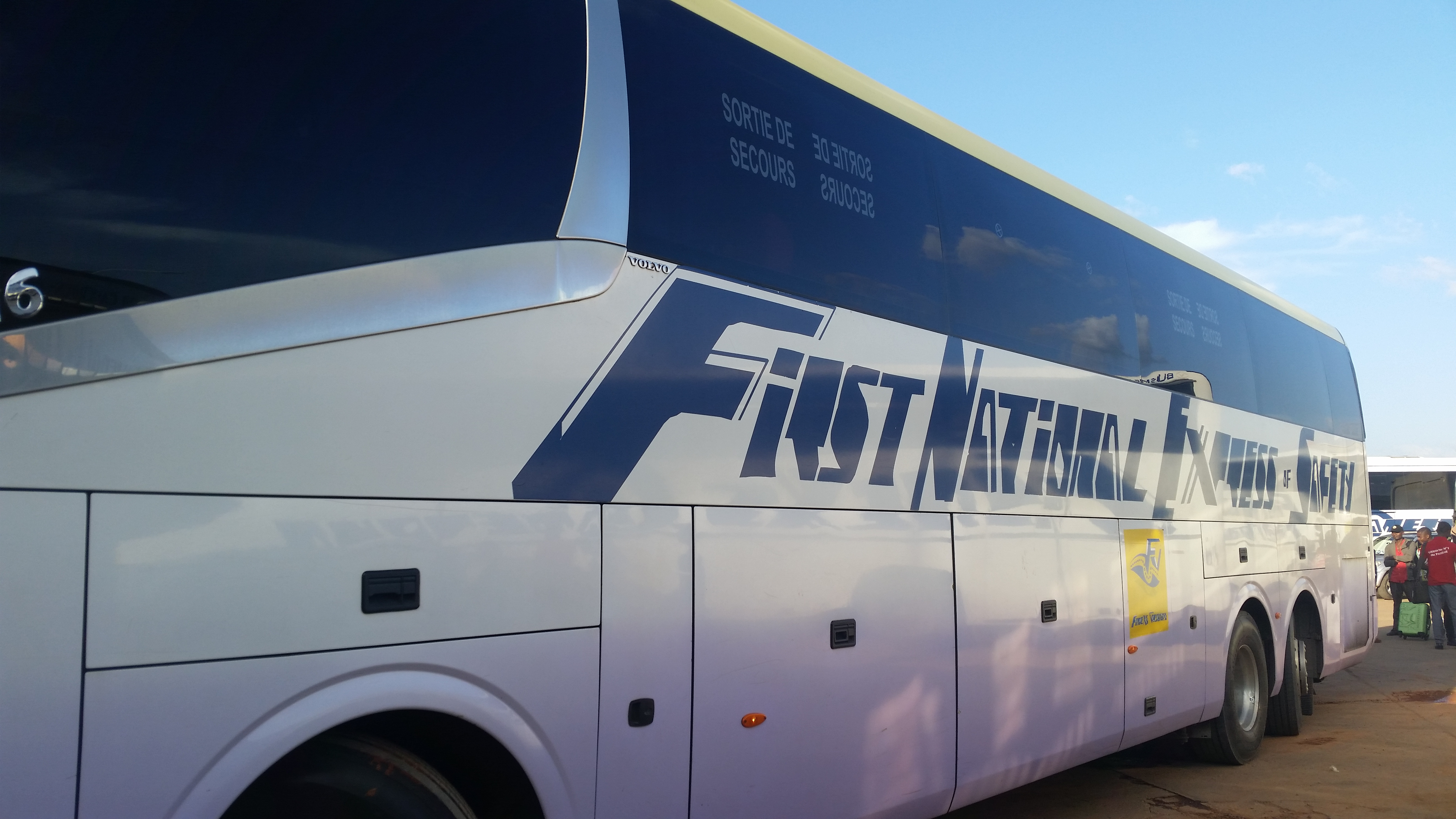
Bus interubain Finexs.

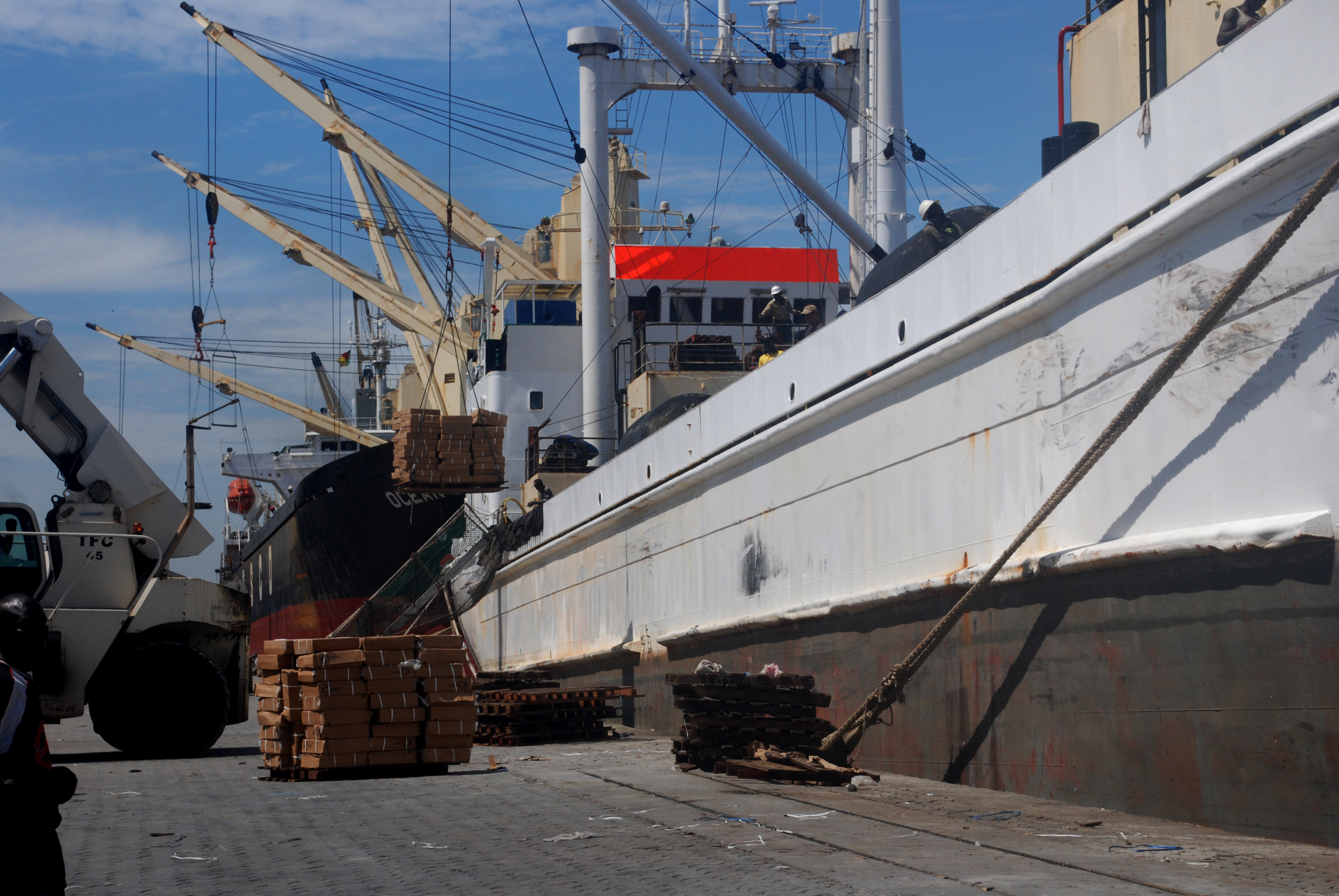
Déchargement de marchandises au port de Douala.

Trois axes routiers transafricains traversent le Cameroun:
1. Transafricaine 3, Tripoli - Le Cap (Afrique du Sud) —
2. Route trans-sahélienne, Dakar (Sénégal) - N'Djaména (Tchad) —
3. Transafricaine 8, Lagos (Nigeria) - Mombasa (Kenya) —

Le niveau des infrastructures routières et de transport en général au Cameroun ne correspondent pas encore aux besoins des populations. Même si de nombreux efforts sont fournis depuis plusieurs dizaines d'années pour améliorer et réhabiliter certains axes routiers, ce domaine souffre encore d'un manque de financements réguliers et des nombreux retards souvent accusés par certains chantiers.

## Tourisme
Le tourisme est en grand essor  au Cameroun (4,4 % du PIB). En 2011, l'OMT a relevé 500 000 visiteurs passant une nuit ou plus au Cameroun, la Délégation générale à la sûreté nationale du Cameroun fait état quant à elle de 1 000 000 visiteurs étrangers au Cameroun en 2011.
Les causes de ce sous-développement sont multiples : absence de volonté politique, fiabilité et coût de la compagnie aérienne nationale, tracasseries administratives et policières, manque d'infrastructure.
Les principaux sites touristiques du pays sont le nord-Cameroun (parc national de Waza) et la région de Limbé, dans le sud-ouest et le sud du pays

## Accords internationaux
Le Cameroun est membre de la Banque des États de l'Afrique centrale (BEAC), de la Communauté économique et monétaire de l’Afrique centrale (CEMAC), du Commonwealth (depuis novembre 1995).

## Vision Cameroun 2035
Le Cameroun s'est engagé dans une politique ayant pour objectif de faire en sorte que le pays devienne une économie émergente à l’horizon 2035. Cette politique intègre un ensemble d’objectifs intermédiaires qui sont : (i) la réduction de la pauvreté ; (ii) l’atteinte du stade de pays à revenus intermédiaires et ensuite, (iii) l’atteinte du stade de nouveau pays industrialisé et (iv) la consolidation du processus démocratique et de l’unité nationale dans le respect de la diversité qui caractérise le pays.
La réduction de la pauvreté consistera à la ramener à un niveau résiduel socialement tolérable par, d’une part, une croissance forte, soutenue et créatrice d’emplois, et, d’autre part, par une intensification, une généralisation et une amélioration des services sociaux (santé, éducation, logement, formation, eau, électricité, voies de communication, etc.).
Le stade de pays à revenus intermédiaires concrétisera l’objectif de doubler au moins le revenu moyen pour faire passer le pays de la classe des pays à faible revenu à celle des pays à revenu intermédiaire à travers une accélération de la croissance qui devra atteindre les deux chiffres d’ici 2017 et se maintenir à ce niveau pendant un nombre d’années suffisant.
L’ambition du Cameroun est sur le plan industriel de faire passer son économie de la phase primaire à la phase de deuxième import substitution avec une production manufacturière contribuant à plus de 23 % du PIB, contre 11 % actuellement et un secteur secondaire dans son ensemble (y compris les industries extractives) représentant plus de 40 % du PIB. À l’émergence qui est le stade final de cette vision, l’économie camerounaise sera intégrée à l’économie mondiale aussi bien d'un point de vue commercial (exportations importantes) que financier (ouverture des marchés financiers locaux aux capitaux extérieurs).